# 福島滋雄
福島 滋雄（ふくしま しげお 1943年1月2日 - 1998年6月1日）は、日本の競泳選手。

## 経歴
1960年度（昭和35年度）に日本大学豊山高等学校を卒業、日本大学に進学した。1962年に重松盛人、佐藤好助、藤本達夫との440ヤードメドレーリレーで4分11秒0の世界新記録、220ヤード背泳ぎでも2分16秒1の世界新記録を樹立、その年の朝日スポーツ賞に選ばれている。
1964年の東京オリンピックの200m背泳ぎで決勝では、アメリカトリオに食い下がりタッチの勝負に持ち込み東京大会における競泳の初メダルと思われたが、長い写真判定の末４着に敗れた（2分13秒2）。中島功、石川健二、岡部幸明との400mメドレーリレーでは5位となった。
1966年のバンコクアジア競技大会の200m背泳ぎでは金メダルを獲得した。
日本選手権水泳競技大会の200m背泳ぎでは1962年から1968年まで7年連続で優勝、100m背泳ぎでも1963年、1964年と優勝している。
1966年に完成した埼玉県立川越高等学校のプール開きに同じく東京オリンピックに出場した木原光知子らと招待されている。
1967年に完成した板橋区立小豆沢体育館50mプールの開場式でデモを行った。